# Meindert Koolstra

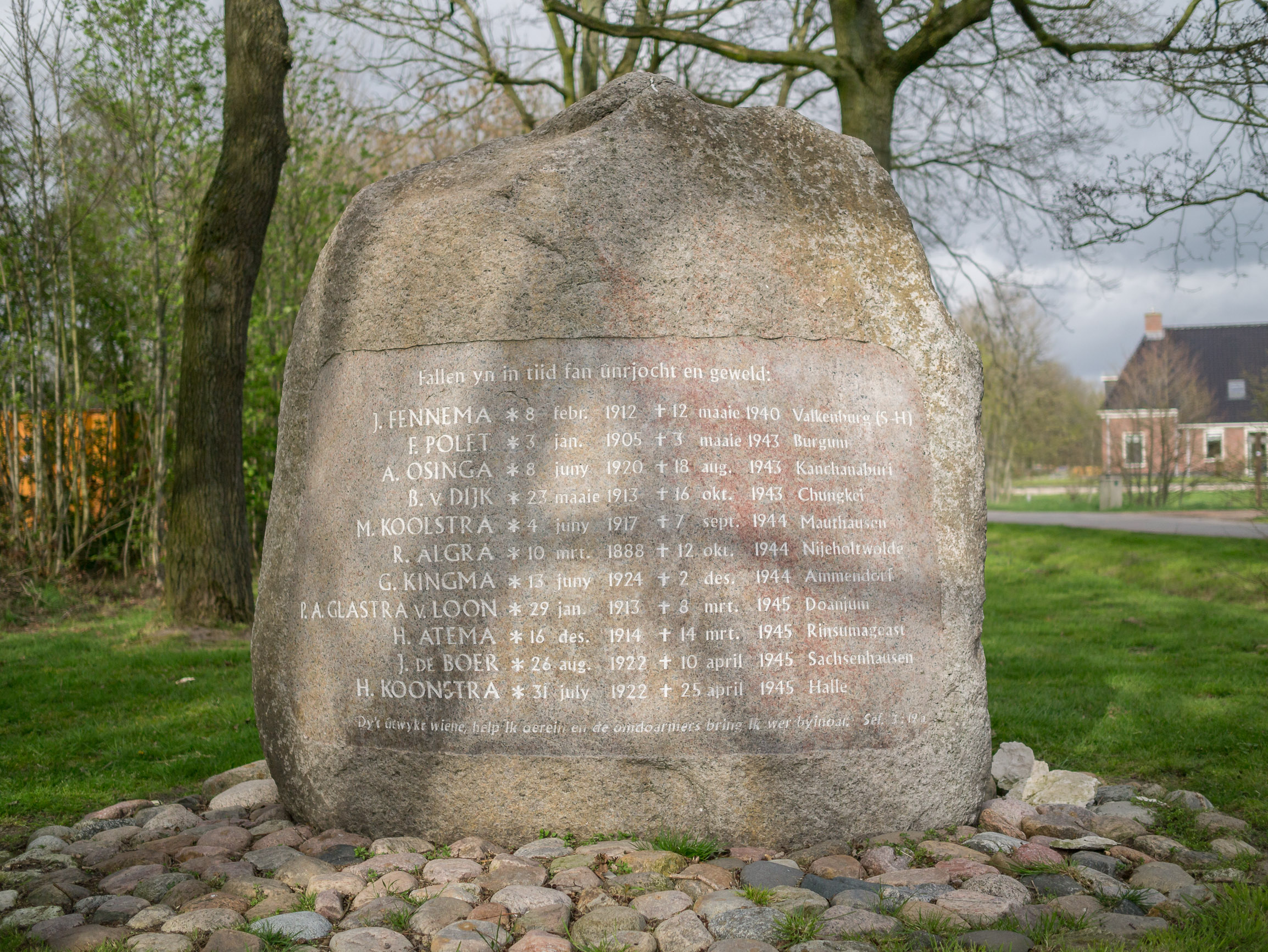
Koolstra op het oorlogsmonument in Rinsumageest

Meindert Koolstra (Rinsumageest, 4 juni 1917 - Mauthausen 7 september 1944) was wachtmeester-titulair bij de Brigade Breda en later SOE-agent tijdens de Tweede Wereldoorlog.
Onmiddellijk na de capitulatie vluchtte hij vanuit het Nederlandse leger op 15 mei 1940 via België naar het Franse Bordeaux en maakte op 11 juni 1940 vanuit deze stad de overtocht naar Engeland.
Eenmaal in Engeland diende hij een tijd als lijfwacht van de in ballingschap te Londen verblijvende koningin Wilhelmina en werd hij opgeleid als SOE-agent.
Meindert Koolstra assisteerde Hendrik Reinder Steeksma en was gedetacheerd bij het Bureau Bijzondere Opdrachten. Hij was betrokken onder de schuilnaam Meindert Kolff bij het Englandspiel. In de nacht van 21 oktober 1942 is hij gedropt bij Ermelo in Gelderland, maar werd in de omgeving van Steenwijk samen met Peter Kamphorst en Michel Plas meteen gearresteerd door de Duitse Abwehr onder leiding van Joseph Schreieder. Via het gijzelaarskamp in Haaren (Noord-Brabant), naar de gevangenis in Assen en het Poolse Rawicz is hij in concentratiekamp Mauthausen gefusilleerd.
Op 28 juni 1945 ontvingen zijn ouders via het Nederlandse Rode Kruis bericht van het overlijden.
Koolstra werd op 2 mei 1953 postuum onderscheiden met het Bronzen Kruis.